# 第43回日劇學院賞
←第42回 - 第43回 - 第44回→
第43回日劇學院賞，針對2004年10月到12月在日本播出的連續劇做出投票與評比。

## 得獎名單

### 最優秀作品賞
1. 新選組！
2. 黑色筆記本
3. 大奧‧第一章

- 讀者票：1.新選組！；2.愛在聖誕節；3.大奧
- 記者票：1.新選組！；2.黑色筆記本；3.大奧
- 評審票：1.新選組！；2.黑色筆記本；3.菜鳥老師來報到

### 主演男優賞
1. 香取慎吾（新選組！）
2. 織田裕二（愛在聖誕節）
3. 坂口憲二（大婆婆小倆口）

- 讀者票：1.香取慎吾（新選組！）；2.織田裕二（愛在聖誕節）；3.反町隆史（爸氣十足2）
- 記者票：1.香取慎吾（新選組！）；2.織田裕二（愛在聖誕節）；3.坂口憲二（大婆婆小倆口）
- 評審票：1.香取慎吾（新選組！）；2.織田裕二（愛在聖誕節）；3.坂口憲二（大婆婆小倆口）

### 主演女優賞
1. 米倉涼子（黑革記事本）
2. 松下由樹（大奧‧第一章）
3. 矢田亞希子（愛在聖誕節）

- 讀者票：1.矢田亞希子（愛在聖誕節）；2.松下由樹（大奧）；3.米倉涼子（黑革記事本）
- 記者票：1.米倉涼子（黑革記事本）；2.松下由樹（大奧）；3.矢田亞希子（愛在聖誕節）
- 評審票：1.米倉涼子（黑革記事本）；2.米木拉（菜鳥老師來報到）；3.松下由樹（大奧）

### 助演男優賞
1. 山本耕史（新選組！）
2. 堺雅人（新選組！）
3. 伊原剛志（愛在聖誕節）

- 讀者票：1.山本耕史（新選組！）；2.森山未來（愛在聖誕節）；3.伊原剛志（愛在聖誕節）
- 記者票：1.山本耕史（新選組！）；2.堺雅人（新選組！）；3.伊原剛志（愛在聖誕節）
- 評審票：1.佐藤浩市（新選組！）；2.山本耕史（新選組！）；3.堺雅人（新選組！）、原田泰造（菜鳥老師來報到）

### 助演女優賞
1. 篠原涼子（大婆婆小倆口）
2. 高島禮子（大奧‧第一章）
3. 釋由美子（黑色筆記本）

- 讀者票：1.涼（愛在聖誕節）；2.篠原涼子（大婆婆小倆口）；3.MEGUMI（愛在聖誕節）
- 記者票：1.高島禮子（大奧）；2.篠原涼子（大婆婆小倆口）；3.釋由美子（黑色筆記本）
- 評審票：1.篠原涼子（大婆婆小倆口）；2.釋由美子（黑色筆記本）；3.高島禮子（大奧）

### 其他
- 主題歌賞：ジョン・健・ヌッツオ：メインテーマ（新選組！）
- 新人俳優賞：小林涼子（最重要的人是誰）
- 最佳服裝賞：米倉涼子（黑色筆記本）
- 腳本賞：三谷幸喜（新選組！）
- 監督賞：西谷弘、村上正典等人（愛在聖誕節）
- 劇中音樂賞：西谷弘、村上正典等人（愛在聖誕節）
- 卡司賞：新選組！
- 片頭片尾賞：大奧‧第一章
- 電視週刊特別賞：弟